# 이사관 (1705년)
이사관(李思觀, 1705년 ~ 1776년)은 조선 후기의 문신이며, 본관은 한산으로, 영조 때 좌의정을 지냈다. 자는 숙빈(叔賓), 시호는 효정(孝靖)이다.

## 생애
정언, 지평, 사간을 거쳐 의주부윤이 되고, 충청도관찰사를 거쳐 황주 목사에 이어 승지가 되고, 이후 충청도관찰사를 하다가 도승지를 하고 나주목사를 거쳐 예조판서, 병조판서, 호조판서, 도총관으로 내국제조를 겸하고, 형조판서를 거쳐 수어사를 하다가 형조판서, 호조판서를 하고 우의정, 좌의정을 하고 판부사에 이르렀다.